# Rudolf Singule
Rudolf Wilhelm Singule (Póla, 1883. április 8. – Brünn, 1945. május 2.) osztrák tengerész, sorhajóhadnagy, az első világháború egyik legeredményesebb osztrák-magyar tengeralattjáró-kapitánya. A háború folyamán hajója, az SM U–4 parancsnokaként a nevéhez köthető az olasz páncélos cirkáló, a Giuseppe Garibaldi 1915. június 18-i elsüllyesztése.

## Élete
Rudolf Singule 1883. április 8-án született Pólában, az akkori Osztrák–Magyar Monarchiában egy brünni származású hivatalnok fiaként. Felnőve a haditengerészeti pályát választotta, középfokú tanulmányait a kismartoni katonai alreáliskolában és a fiumei Tengerészeti Akadémián folytatta. Sikeresen vizsgázva 1901-től másodosztályú tengerészkadétként a Császári és Királyi Haditengerészet több nagy hajóegységén is szolgált, mint az SMS Budapest páncélos hadihajó-, a kelet-ázsiai hajóútra induló SMS Aspern-, míg végül az SMS Wien fedélzetén. 1909-ben fregatthadnagyként az elsők között jelentkezett az újonnan alakuló tengeralattjáró-fegyvernemhez, ahol hamar komoly hozzáértésről tett tanúbizonyságot. 1911-ben megházasodott, feleségétől, Dora Singulétől (szül. Schneider) három gyermeke született (Martha – 1913, Anna – 1914, Elisabeth – 1920). Hamarosan sorhajóhadnaggyá léptették elő és 1912. szeptember 21-i dátummal őt nevezték ki az SM U–4-es tengeralattjáró parancsnokává, amely posztot a következő év júliusáig töltött be. 1913-ban a 32-es torpedónaszád, majd később a 78-as torpedónaszád parancsnoka.
Egy éve dúlt már az első világháború, amikor 1915. április 9-i hatállyal visszahelyezték az U-4-es parancsnoki posztjára. 1915. május 4-én Olaszország felmondta a hármas szövetséget a központi hatalmakkal, majd május 24-én hivatalosan hadat üzent az Osztrák-Magyar Monarchiának, melyet követően a tengeri hadműveletek az Adriai-térségben számottevően felélénkültek. Május 24-én és május 28-án Singule hajójával két ellenséges olasz hadihajó ellen is torpedótámadást hajtott végre, de egyik sem járt sikerrel. Ezzel ellentétben újabb járőrútján 1915. június 9-én sikeresen megtorpedózta a brit HMS Dublin cirkálót. A két kilőtt torpedó közül az egyik eltalálta a hajó gépházát és bár nem süllyedt el, de a súlyosan megrongálódott hajó hónapokig kiesett a harcokból. Haditettükért Singulét és az SM U-4 legénységének többi tagját július 11-én az SMS Monarch csatahajó fedélzetén kitüntették.
Június 18-án az U-4 észlelte azt a kisebb olasz harccsoport, mely a Giuseppe Garibaldi páncélos cirkálóval az élen Raguzát vette ágyútűz alá. A tengeralattjáró közelebb lopakodott a csoporthoz, majd hatszáz méterről kilőtt két torpedót a vezérhajóra, amelyek telibe találták a hadihajót. A 7350 tonna vízkiszorítású cirkáló alig három perc alatt elsüllyedt. A hazatérő búvárnaszád legénységét odahaza hősként ünnepelték, riportok és képeslapok készültek az eseményről. A Garibaldi elsüllyedését követően olasz hadihajók a háború utolsó hónapjaiig nem hajtottak végre támadó hadműveleteket az osztrák-magyar partvidék ellen.
1916-18 között a hajó számos további őrjáratot hajtott végre az olasz-és az albán partok mentén, ezalatt tizennyolc kereskedelmi-és hadihajót süllyesztett el, rongált meg vagy fogott el. Singule 1917. november 30-áig töltötte be az SM U-4 parancsnoki posztját, utódja Franz Rzemenowsky von Trautenegg volt. A világháború 1918-as befejezését követően visszatért ősei szülővárosába, Brünnbe a megalakuló Csehszlovákia területére, ahol egy nyugdíj-biztosítási társaság tisztviselője lett. 1929. december 21-én a rend káptalanjának döntésével megkapta a Katonai Mária Terézia-rend lovagkeresztjét.
Miután Csehszlovákiát bekebelezte Németország 1939-ben, Singule a Harmadik Birodalom állampolgárává vált. Az újonnan szervezett német haditengerészet, a Kriegsmarine a tapasztalt, az első világháborúban szolgáló volt tengerésztiszteket újra szolgálatba hívta és közülük többeket kiképző tisztként alkalmaztak. Singule – féltve gyerekeit és zsidó származású feleségét az esetleges megtorlástól – elfogadta a német felkérést, majd 1939-42 között előbb Olaszországban, majd Kielben szolgált, ahol 1941-től az UD-4 jelzésű német kiképző-tengeralattjáró parancsnoka volt. 1940-ben meghalt a felesége. 1943-ban korvettkapitányként vonult nyugállományba, ugyanebben az évben házasságot kötött második feleségével, Margarethe von Brausewetter-rel.
Halálának körülményei nem teljesen tisztázottak. 1945. május 2-án Brünnben, hatvankét évesen hunyt el, amikor az előrenyomuló szovjet hadsereg egyik ittas katonája megölte őt, miközben családja tagjait vagy egy idegen nőt próbált védelmébe venni. Testét a város egyik temetőjében hantolták el névtelenül. 1983-ban Singule földi maradványait kihantolták és áthelyezték rokonai mellé, de csak 2006-ban kerülhetett felállításra síremléke, mely ünnepélyes keretek között, odautazott rokonai, városi elöljárók, cseh-és osztrák katonatisztek, továbbá számos katonai-és haditengerészeti hagyományőrző csoport részvételével zajlott le.

## Kitüntetései
- a Katonai Mária Terézia-rend lovagkeresztje
- Osztrák Császári Lipót-rend lovagkeresztje hadidíszítménnyel és kardokkal
- Osztrák Császári Vaskorona-rend 3. osztálya hadidíszítménnyel és kardokkal
- Katonai Érdemkereszt 3. osztálya hadidíszítménnyel és kardokkal
- Ezüst Katonai Érdemérem hadidíszítménnyel és kardokkal
- Bronz Katonai Érdemérem hadidíszítménnyel és kardokkal
- Károly-csapatkereszt
- Katonai Jubileumi Kereszt
- Vaskereszt első-és másodosztálya